# Marc Carbó Bellapart
Marc Carbó Bellapart (nascut el 21 de maig de 1994) és un futbolista professional català que juga com a migcampista al club polonès Wisła Kraków.

## Carrera de club
Nascut a Salt, Gironès, Carbó va acabar la seva formació amb l'AEC Manlleu. Va debutar com a sènior el 19 de maig de 2013, entrant com a substitut al final del partit en una derrota per 0-3 a Tercera Divisió contra el CF Muntanyesa.
Després de ser alliberat pel club, Carbó va representar posteriorment l'AE Cornellà del Terri i el Centre d'Esports Farners a les lligues inferiors. El juliol de 2015 va fitxar pel Girona FC, club al qual ja havia representat en la seva juvenil, sent inicialment cedit a l'equip de reserva.
El 18 de juliol de 2016, Carbó va fitxar pel CF Peralada, convertint-se en el nou equip reserva del Girona. El 30 d'octubre va debutar com a professional amb el primer equip dels Blanquivermells, substituint el golejador Portu en una victòria per 3-0 a casa contra el CD Numància a la Segona Divisió.
El 14 de juliol de 2017, Carbó va arribar a un acord amb la UE Llagostera de Segona Divisió B. Després de patir el descens, va fitxar pel CF Badalona, un altre equip de lliga, i va ser titular durant els dos anys que hi va estar.
El 30 de juliol de 2020, Carbó va fitxar per l'Mérida AD, també de tercera divisió. Aproximadament un any després, va fitxar pel San Fernando CD a la nova Primera Divisió RFEF.
El 5 de juliol de 2022, va signar un contracte de dos anys amb el CD Lugo, equip de segona divisió.
El 3 d'agost de 2023, Carbó es va unir a nou dels seus compatriotes al Wisła Kraków, equip de la segona divisió polonesa, amb qui va signar un contracte d'un any amb una opció per a una temporada més, que va exercir a finals d'abril de 2024. Va jugar la totalitat de la final de la Copa de Polònia 2023–24 el 2 de maig, quan el Wisła va derrotar el Pogoń Szczecin per 2–1 després de la pròrroga.

## Vida personal
L'oncle de Carbó, Manuel també era futbolista. Defensa, va representar principalment el CE Sabadell FC a la segona divisió.

## Palmarès
Wisła Cracòvia
- Copa de Polònia: 2023–24[14]